# Índice de fixação
O índice de fixação (FST) é uma medida de diferenciação populacional devido à estrutura genética. É frequentemente estimado a partir de dados de polimorfismo genético, como polimorfismos de nucleotídeo único (SNP) ou microssatélites. Desenvolvido como um caso especial da estatística F de Wright, é uma das estatísticas mais comumente usadas em genética populacional.

## Definição
Duas das definições mais comumente usadas para FST em um determinado locus são baseadas em 1) a variância das frequências de alelos entre as populações e em 2) a probabilidade de Identidade por descendência.
Se {\displaystyle {\bar {p}}} é a frequência média de um alelo na população total, {\displaystyle \sigma _{S}^{2}} é a variação na frequência do alelo entre diferentes subpopulações, ponderada pelos tamanhos das subpopulações, e {\displaystyle \sigma _{T}^{2}} é a variância do estado alélico na população total, FST é definido como
{\displaystyle F_{ST}={\frac {\sigma _{S}^{2}}{\sigma _{T}^{2}}}={\frac {\sigma _{S}^{2}}{{\bar {p}}(1-{\bar {p}})}}}
A definição de Wright ilustra que FST mede a quantidade de variância genética que pode ser explicada pela estrutura da população. Isso também pode ser considerado como a fração da diversidade total que não é uma consequência da diversidade média dentro das subpopulações, onde a diversidade é medida pela probabilidade de que dois alelos selecionados aleatoriamente sejam diferentes, ou seja, {\displaystyle 2p(1-p)}. Se a frequência do alelo na população {\displaystyle i} é {\displaystyle p_{i}} e o tamanho relativo da população {\displaystyle i} é {\displaystyle c_{i}}, então
{\displaystyle F_{ST}={\frac {{\bar {p}}(1-{\bar {p}})-\sum c_{i}p_{i}(1-p_{i})}{{\bar {p}}(1-{\bar {p}})}}={\frac {{\bar {p}}(1-{\bar {p}})-{\overline {p(1-p)}}}{{\bar {p}}(1-{\bar {p}})}}}
Alternativamente,
{\displaystyle F_{ST}={\frac {f_{0}-{\bar {f}}}{1-{\bar {f}}}}}
Onde {\displaystyle f_{0}} é a probabilidade de identidade por descendência de dois indivíduos, dado que os dois indivíduos estão na mesma subpopulação, e {\displaystyle {\bar {f}}} é a probabilidade de que dois indivíduos da população total sejam idênticos por descendência. Usando essa definição, FST pode ser interpretada como medindo o quão mais próximos dois indivíduos da mesma subpopulação estão, em comparação com a população total. Se a taxa de mutação for pequena, essa interpretação pode ser mais explícita ligando a probabilidade de identidade por descendência aos tempos de coalescência: sejam T0 e T o tempo médio de coalescência para indivíduos da mesma subpopulação e da população total, respectivamente. Então,
{\displaystyle F_{ST}\approx 1-{\frac {T_{0}}{T}}}

## Interpretação
Esta comparação da variabilidade genética dentro e entre as populações é freqüentemente usada na genética populacional aplicada. Os valores variam de 0 a 1. Um valor 0 implica panmixia completa, isto é, que as duas populações estão se cruzando livremente. Um valor de 1 implica que toda variação genética é explicada pela estrutura da população e que as duas populações não compartilham nenhuma diversidade genética.

## FSTem humanos
Os valores de FST dependem fortemente da escolha das populações. Grupos étnicos intimamente relacionados, como dinamarqueses e holandeses, ou portugueses e espanhóis, apresentam valores significativamente abaixo de 1%, indistinguíveis de panmixia. Na Europa, os grupos étnicos mais divergentes têm valores da ordem de 7% (Lapões vs. Sardos).
Valores maiores são encontrados se forem comparados grupos homogêneos altamente divergentes: o maior valor encontrado foi próximo a 46%, entre Mbuti e Papuas.
A distância média Fst entre as populações humanas é de aproximadamente 0,15. Lewontin argumentou que isso representa uma pequena variação racial. Harpending, por outro lado, argumentou que essa distância implica parentesco entre indivíduos da mesma raça equivalente ao parentesco entre meio-irmãos em uma população que se acasala aleatoriamente, e que uma pessoa de determinada raça está geneticamente mais próxima de um indivíduo não relacionado da mesma raça do que de um meio-irmão de raça mista.